# Victor Carbone
Victor Carbone (* 13. September 1992 in São Paulo) ist ein ehemaliger brasilianischer Automobilrennfahrer. Er fuhr von 2011 bis 2013 in der Indy Lights. 2014 startete er in der GP3-Serie.

## Karriere
Carbone begann seine Motorsportkarriere im Kartsport. 2008 wechselte er in den Formelsport. Er wurde 15. in der Skip Barber National Championship und Achter in der Skip Barber Western Regional Series. 2009 wechselte er zu Alegra Motorsports in die F2000 Championship Series. Er nahm an 9 von 12 Rennen teil und beendete die Saison auf dem zehnten Platz in der Fahrerwertung. 2010 blieb Carbone bei Alegra Motorsports. Er gewann 6 von 14 Rennen und entschied den Meistertitel für sich
2011 ging Carbone für Sam Schmidt Motorsports in der Indy Lights an den Start. Beim Saisonfinale gelang ihm sein erster Indy-Lights-Sieg. Während seine Teamkollegen Josef Newgarden und Esteban Guerrieri die ersten zwei Positionen belegten, wurde er Sechster in der Fahrerwertung. 2012 blieb Carbone bei Sam Schmidt Motorsports in der Indy Lights. Mit zwei dritten Plätzen als beste Resultate wurde er abermals Sechster der Gesamtwertung, während seine Teamkollegen Tristan Vautier und Guerrieri auf den ersten zwei Positionen lagen. 2013 fand Carbone kein Cockpit für eine ganze Saison. Er trat in der Indy Lights für das Team Moore Racing zu einem Rennen an. Darüber hinaus absolvierte er einige Rennen im kanadischen Porsche GT3-Cup.
2014 wechselte Carbone nach Europa und trat für Trident Racing in der GP3-Serie an. Nachdem er bei den ersten vier Veranstaltungen ohne Punkte geblieben war, stieg er aus der Serie aus. Ein 17. Platz war sein bestes Ergebnis. Am Saisonende belegte er den 31. Gesamtrang.

## Statistik

### Karrierestationen
| - 2008: Skip Barber National Championship (Platz 15) - 2008: Skip Barber Western Regional Series (Platz 8) - 2009: F2000 Championship Series (Platz 10) | - 2010: F2000 Championship Series (Meister) - 2011: Indy Lights (Platz 6) - 2012: Indy Lights (Platz 6) | - 2013: Indy Lights (Platz 14) - 2013: Kanadischer Porsche GT3-Cup (Platz 10) - 2014: GP3-Serie (Platz 31) |

### Einzelergebnisse in der GP3-Serie
| Jahr | Team           | 1   | 2   | 3   | 4   | 5   | 6   | 7   | 8   | 9   | 10  | 11  | 12  | 13  | 14  | 15  | 16  | 17  | 18  | Punkte | Rang |
| ---- | -------------- | --- | --- | --- | --- | --- | --- | --- | --- | --- | --- | --- | --- | --- | --- | --- | --- | --- | --- | ------ | ---- |
| 2014 | Trident Racing | ESP | ESP | AUT | AUT | GBR | GBR | GER | GER | HUN | HUN | BEL | BEL | ITA | ITA | RUS | RUS | UAE | UAE | 0      | 31.  |
| 2014 | Trident Racing | DNF | 17  | 18  | 18  | 23  | DNF | 23  | 20  |     |     |     |     |     |     |     |     |     |     | 0      | 31.  |